# レナ・レイン
レナ・レイン（Lena Raine、[ˈleɪ.nə] LAY-nəまたは[ˈlɛ.nə] LEN-ə、1984年2月29日 - ）、別名: レナ・チャペル（Lena Chappelle）、クレイン（Kuraine）は、アメリカおよびカナダの作曲家、プロデューサー、ゲーム開発者である。レインは『Minecraft』、『Celeste』、『Guild Wars 2』のサウンドトラックで最もよく知られている。その他にも『Deltarune』や『Chicory: A Colorful Tale』など様々なビデオゲームに楽曲を提供している。

## 来歴

### 幼少期
レナ・レインは1984年2月29日にワシントン州シアトルで生まれた。父はミュージシャンであり、母はダンサーであった。幼少期には合唱に参加したことから早くから音楽に触れていた。父はヴァイオリニストでもあった。彼女は『ソニック・ザ・ヘッジホッグ』のファンコミュニティを通じてMIDIアレンジに触れ、最初は自身が知っている曲を再現し、その後オリジナルの音楽を作るようになった。その後、コーニッシュ芸術大学に進学し、音楽作曲の学位を取得した。

### キャリア
キャリア初期にレインはDead StateやHackmudといったタイトルに携わり、それぞれ2014年と2016年に発売された。彼女はワシントン州シアトルに所在していた時期に大手スタジオでの仕事を始め、マイクロソフトや任天堂などの企業で品質保証や認証テスト業務を行った。同時に自身の音楽も公開しており、最終的にArenaNetに雇用された。『Minecraft』、『Celeste』、『Guild Wars 2（英語版）』のサウンドトラックで最も知られており、ArenaNetでは6年間にわたりデザイナー兼サウンドトラック作曲家としてGuild Wars 2に携わった。ArenaNetにおいて彼女とMaclaine Diemerは2015年の拡張版『Guild Wars 2: Heart of Thorns』の音楽の社内作曲家であった。彼女は2016年にArenaNetを退社したが、フリーランスとしてその後も様々なリリースに楽曲提供を行っている。
2018年にレインはテキストアドベンチャー『ESC』をitch.ioで公開した。ESCでは彼女が開発者兼作曲を担当し、映像はDataeraseが制作した。2019年にはデビューアルバム「Oneknowing」をリリースした。2019年以降もフリーランスや自主制作の活動を続ける傍ら、スティーブン・ユニバース:ザ・ムービーのサウンドトラックでのマスタリング作業など、大規模スタジオの依頼も受けていた。これらは彼女の個人作品と同時期にBandcampなどのウェブサイトでも公開された。
2020年にはMinecraftの楽曲を作曲し、1.16「ネザーアップデート（Nether Update）」に4曲が収録された。その翌年にはアップデート1.18「洞窟と崖：パートII（Caves & Cliffs: Part II）」で再び作曲し、作曲家の谷岡久美と共に6曲を提供した。その翌年にはアップデート1.19「ワイルドアップデート（The Wild Update）」でさらに3曲を作曲し、その約2年後には1.21「Tricky Trials」で5曲を作曲した。さらに、アドベンチャーRPG『Chicory: A Colorful Tale』のサウンドトラックを制作し、2021年に公開された『Deltarune』チャプター2ではサウンドトラックにも協力した。
2024年5月28日にレインはAnotherealを発表した。このゲームはシューティングとロールプレイングゲームの要素を組み合わせた作品である。レインはこのプロジェクトのメインデザイナーとしてクレジットされており、2021年から制作が始まっている。このゲームはレイン自身の一人開発スタジオであるRadical Dreamlandによって開発されている。

## 私生活
レナ・レインはトランス女性である。
2014年に『City of Tigers』という本を出版し、2015年以降は余暇にLGBTを志向した小説の執筆を始めている。

## 賞
『Celeste』のサウンドトラックは、The Game Awards 2018の「Best Score/Music」部門と第15回英国アカデミー賞ゲーム部門の「Music」部門にノミネートされ、2019 ASCAP Screen Music Awardsでは「Video Game Score of the Year」を受賞した。

## ディスコグラフィ

### アルバムとシングル
| 年   | タイトル             | 備考                             |
| ---- | -------------------- | -------------------------------- |
| 1999 | Changing of the Tide | コンピレーション                 |
| 2016 | Transference         | シングル                         |
| 2016 | Acoustic Collection  | アコースティックコンピレーション |
| 2016 | Singularity          | EP                               |
| 2016 | Snowflight           | EP                               |
| 2017 | Chip Collection      | チップチューンコンピレーション   |
| 2017 | Dawn Ouroboros       | シングル                         |
| 2018 | Lullaby for Lancer   | シングル                         |
| 2018 | A Day on the Road    | EP                               |
| 2019 | Oneknowing           | フルアルバムデビュー             |
| 2019 | 2X18                 | シングル                         |
| 2020 | Reknowing            | Oneknowingのリミックスアルバム   |

### サウンドトラック
| 年       | タイトル                                           | 種類         |
| -------- | -------------------------------------------------- | ------------ |
| 2013     | Music Madness                                      | ゲームソフト |
| 2014     | Dead State                                         | ゲームソフト |
| 2015     | Guild Wars 2: Heart of Thorns                      | ゲームソフト |
| 2016     | Hackmud                                            | ゲームソフト |
| 2016     | UPSHIFT                                            | ゲームソフト |
| 2016     | PANIC at Multiverse High!                          | ゲームソフト |
| 2018     | Celeste                                            | ゲームソフト |
| 2018     | Celeste - Madeline's Grab Bag（アルバム）          | ゲームソフト |
| 2018     | ESCISM（ESCオリジナルサウンドトラック）            | ゲームソフト |
| 2019     | Celeste: Farewell（Celesteの追加ステージ）         | ゲームソフト |
| 2019     | スティーブン・ユニバース:ザ・ムービー              | アニメ映画   |
| 2020     | Spin Rhythm XD Beyond The Heart (Broken Heart Mix) |              |
| 2020     | Minecraft：ネザーアップデート                      | ゲームソフト |
| 2020     | リビッツ! ビッグ・アドベンチャー                   | ゲームソフト |
| 2021     | Celeste Classic 2: Lani's Trek                     | ゲームソフト |
| 2021     | チコリー 色とりどりの物語                          | ゲームソフト |
| 2021     | DELTARUNE：第2章                                   | ゲームソフト |
| 2021     | Minecraft：洞窟と崖                                | ゲームソフト |
| 2021     | Moonglow Bay                                       | ゲームソフト |
| 2022     | Minecraft：ワイルドアップデート                    | ゲームソフト |
| 2022     | Guild Wars 2: End of Dragons                       | ゲームソフト |
| 2023     | Harmony: The Fall of Reverie                       | ゲームソフト |
| 2024     | Celeste 64: Fragments of the Mountain              | ゲームソフト |
| 2024     | Beastieball                                        | ゲームソフト |
| 2024     | Minecraft：トリッキートライアル                    | ゲームソフト |
| 2025     | Deltarune: Chapter 4                               | ゲームソフト |
| 2025     | Outerlands                                         | 劇場映画     |
| 開発中止 | Earthblade                                         | テレビゲーム |
| 未定     | Anothereal                                         | テレビゲーム |

## ゲーム
| 年   | タイトル                | 役割                                   |
| ---- | ----------------------- | -------------------------------------- |
| 2018 | ESC                     | 作家、デザイナー、プログラマー、作曲家 |
| 2018 | Celeste                 | ライティングアシスタント、作曲家       |
| 2019 | Guildlings              | 特別な感謝                             |
| 2023 | Misericorde: Volume One | 特別な感謝                             |
| 2025 | Deltarune: Chapter 4    | ライブピアノ編集                       |
| TBA  | Anothereal              | 作家、デザイナー、プログラマー、作曲家 |